# 秋津洲號防護巡洋艦
秋津洲号防护巡洋舰（日语：／ akitsushima ?）是旧日本海軍的防护巡洋舰。
本舰原本是作为松岛级防护巡洋舰的4号舰，后日本方面重新进行设计而建造，因此本舰成为了日本第一艘从设计到建造均为由日本自行完成的巡洋舰。本舰作为日本联合舰队的其中一员参加了甲午战争与清朝北洋舰队作战，后来又参加了日俄战争与第一次世界大战。
本舰的舰名来源于日本的美称。本舰是日本第一艘以“秋津洲”命名的军舰，后来又有多艘舰艇继承了该名。

## 设计和概述

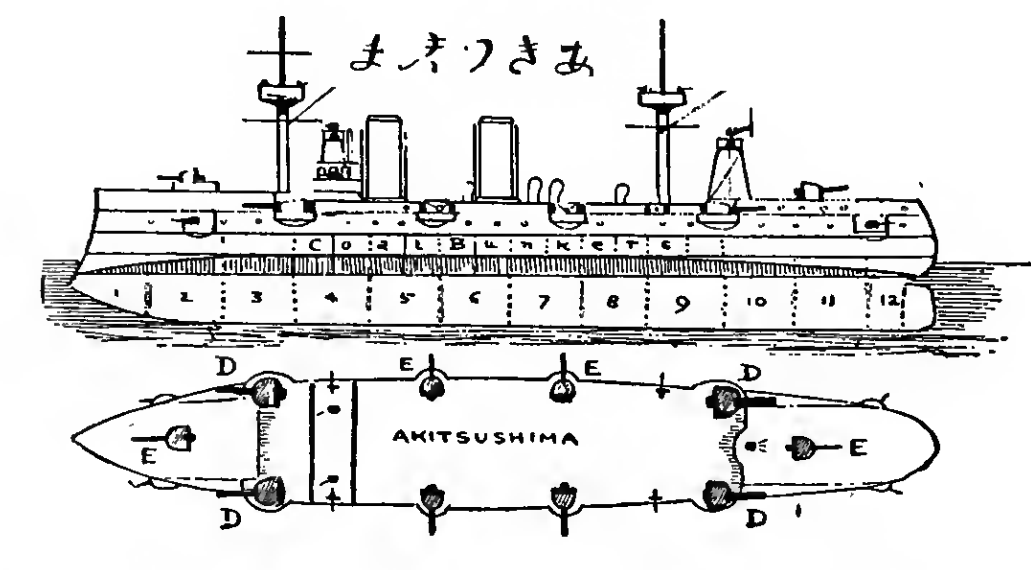
秋津洲号的俯视及侧视图，图为1904年时的配置

日本在甲午战争前为了抗衡清朝北洋舰队的定遠、鎮遠两艘铁甲舰，希望获得一款装备大口径火炮的强力军舰。同时由于日本国力所限，无力采购铁甲舰，因此设计师白劳易提出了“小船扛大炮”的方案，此即松岛级防护巡洋舰。但这款军舰存在不小的问题，舰艇吨位太小而导致320毫米主炮的后坐力影响非常严重，很容易导致倾覆；同时为了降低重心，火炮安装位置极低，存在严重的上浪问题。由于种种缺陷，设计射速10分钟每发的主炮实际射速往往需要1小时才能发射一发；日军官兵训练时即对此抱怨到“等开得一炮，一天都过去了”。因此造船少监佐雙左仲对其进行了批评，原定建造4艘的计划最终只实际建造了3艘。
日本方面原本邀请白劳易赴日主持松岛级3、4号舰的建造工作，由于这一变故，白劳易愤而拂袖离去。日本方面被迫在没有外籍设计师的情况下自行设计、建造新军舰。由于佐雙的坚持，新方案放弃了法式设计，参照阿姆斯特朗公司设计的美国海军的巴尔的摩号进行设计，并在巴尔的摩号的设计师、白劳易的老师威廉·怀特的帮助下进行全面的改良。
本舰外观上有两根桅杆，带有作战桅盘。中部为双烟囱。全舰装备4座圆形燃煤锅炉，航速略快于清军的对手致遠級（一说为6座锅炉）。本舰船型采用艏艉楼式，外形高大；由于艏楼短，司令塔和飞桥设置在前桅之后。由于司令塔直接安装在主甲板上会高度不够，设计师先在主甲板两舷横向架设一个平台，再在之上布置司令塔、飞桥等建筑。不过本舰头重脚轻的问题依然没有得到彻底解决，复原性和适航性始终不佳。
本舰的火力方面，彻底抛弃大口径火炮，全部采用速射炮，影响了日后日方对吉野的采购。原设计为10门4.7英寸（120）炮，由于担心火力不足，而将其中4门改为阿姆斯特朗40倍径单装6英寸（152）毫米速射炮，分别安装在首尾楼末端的耳台内，每侧两门，由后部敞开式炮盾提供保护。弹重45.3公斤，最大仰角15度，最大射程9140米。火炮的旋转、俯仰、装填等全部需要人力操作，射速每分钟5-7发。副炮为6门120毫米速射炮用于对付鱼雷艇，其中艏艉各1门，舷侧每侧各两门。舰上的轻武器为8门哈奇开斯47毫米单装3磅速射炮。鱼雷火力为4具356（14.0英寸）单装鱼雷发射管。
防护方面，炮盾装甲厚114毫米。水线附近的穹甲甲板3英寸。

## 舰历

### 建成至早期
1888年（明治21年），海军大臣西鄉從道提出了五年海军造舰计划，希望申领海军临时费用于造舰。此一计划为时任首相伊藤博文所驳回。有鉴于此，1889年度重新提出的计划比较谨慎，主要军舰只打算建造两艘，即一艘三等巡洋舰及一艘炮舰。其中的巡洋舰预算分五年到位。
1889年（明治22年）5月3日，日本海军为筹建中的新防护巡洋舰定名为“秋津洲”。1890年3月15日，本舰在橫須賀海軍工廠开始开工建造。同年8月23日，日本海军将本舰归类为“第一种”，入籍佐世保镇守府。1892年（明治25年）7月7日，本舰下水，1894年3月31日建成投入服役。

### 甲午战争
1894年，中日之间因为朝鲜问题而关系日趋紧张。1894年6月23日，常备舰队司令长官伊東祐亨海军中将率舰返回佐世保港。7月19日，日本向清朝发出最后通牒。同一天日本开始将常备舰队及西海舰队整合为联合舰队；秋津洲分派在第一游击队中，序列第二。
1894年7月25日，第一游击队（吉野、秋津洲、浪速）前往朝鲜西北海岸的豐島一带寻找通报舰八重山、风帆巡防舰武藏，却于此处遭遇清军北洋舰队巡洋舰濟遠、广乙。07:45吉野开始攻击，07:52济远还击；07:55秋津洲开火，07:56队形最后的浪速加入战团。日军无论火力、航速均优于清军，因此轻易压倒了清军，济远很快受到命中，多名军官阵亡。07:58，广乙冲向吉野，吉野紧急转向回避；广乙转为攻击秋津洲，后者遂转换目标对广乙倾泻全部火力，很快击中广乙号的飞桥，一名机关炮手坠落战死；尾随其后的浪速也紧跟着炮击广乙。广乙冒着两艘日舰的炮火，一度突击到距离浪速舰艉3、400米处；惟持续受到日舰打击，舰上伤亡惨重，未能成功发射鱼雷即被迫撤退。约08：00，日舰不理会已经重伤的广乙，调头追击济远。中途浪速停船拦截装载着清军士兵的运输船高升号。此时清军炮舰操江号原本在高升之后3英里外，09:00看见日舰拦截高升号，立即转向西航行，但正好在追击济远的吉野、秋津洲的航线上。11:30济远驶近操江，突然改向西北。吉野继续追击济远，而秋津洲11:37向西南追击操江号。11:40秋津洲向操江发出停船的信号，并放空炮警告；靠近至4000米时又发射了一发120毫米实弹。操江降旗投降，只来得及焚毁密码本和重要文件，但20万两饷银全部被日军缴获。
同年8月9日，联合舰队向威海进发，意图寻找北洋舰队进行决战。秋津洲也参加了是次行动。9日夜，日军鱼雷艇队航至威海湾东口海中的日岛附近时，为北洋舰队的巡逻艇所发现，日鱼雷艇队撤退。10日晨，联合舰队大队抵达。第二、第三游击队的二线军舰成单纵阵炮击威海海岸炮台，主队、第一游击队在外海待机。然而北洋舰队主力并不在港内，见诱敌无果，联合舰队退去。
同年9月17日，联合舰队主队及第一游击队在海洋岛一带巡逻。10:50在航行至大孤山海湾的大鹿岛处时，第一游击队发现东北方向有煤烟。此即正在大东沟掩护陆军登陆的北洋舰队主力。北洋舰队为引开日军注意力，随即离开登陆场与日舰战斗。12：55，第一游击队领舰吉野相距超勇、扬威3000米，开始炮击。后面的高千穗、秋津洲、浪速三舰由于射程不够，一开始是向定远、镇远开火，稍后才加入对超勇、扬威两舰的攻击。13:10前后，秋津洲中弹，右舷5号速射炮受到命中，炮盾炸出一个缺口，5人丧生、9人受伤。15：10铁甲舰扶桑一发240毫米炮弹击穿定远号舰艏无防护区，引发定远号舰上大火，火势迅速蔓延到艏楼和主甲板处，全部舰艏武器均无法使用。第一游击队趁这一机会逼近定远号进行射击。致远号冒险前出掩护定远号；在与第一游击队交火中，致远号多处被击穿，海水大量涌入，右倾30度。致远号向第一游击队发起冲锋，然而在中途爆炸沉没。16：16前后，第一游击队开始追击落单的经远号。16：48-17：03之间，经远号遭受了猛烈的攻击，其中17：03的一发命中使经远左舷水线装甲带拼合处被击中，装甲带破裂，部分脱落，甚至从吉野上就可以看到经远号的钢梁。这一击导致经远大量进水左倾。17：05左右高千穗、秋津洲、浪速三舰赶到，开始加入炮击。17：25经远号左侧大幅度倾斜，右螺旋桨露出水面；17：29向左倾覆沉没。随后第一游击队准备追击已经重创的来远、靖远两舰，不过17：45收到旗舰松岛的信号，遂放弃攻击返回。战斗结束时，秋津洲剩余152、120毫米炮弹869发，机关炮弹41978发，弹药依然非常充足。
同年10月24-27日，第二军司令部及第一师团24049人由联合舰队护卫在花园口登陆，并向金州城进发。另一方面，10月25日，在威海卫侦察的浪速、秋津洲两舰回报北洋舰队主力早上已经出港，于是伊东率领本队、第一游击队、第二游击队前往长山群岛一带搜索，而第三、第四游击队、特务艇以及运输船队立即提高警戒。
同年11月20日，伊东率领本队、第一、第二游击队及第一鱼雷艇队作为旅顺口之战的策应，在大连湾各炮台前巡逻并炮击陆上清军。
1895年1月上旬，日本陆海军制定了山东登录计划，决定以第三、第四游击队近程掩护运输船队在成山角登陆；陆军开始登陆的同时，本队、第一、第二游击队以及各鱼雷艇队将前往威海卫准备截击北洋舰队。1月18日，日军第一游击队（吉野、秋津洲、浪速）为了配合山东作战军登陆龙须岛，而于15：00前后炮击登州城，作为佯攻。登州城守军用仅有的数门火炮还击，但没有命中记录。16：06日舰离去。次日三舰中午再次前往登州炮击，15:00结束。
同年1月19日，联合舰队各队陆续从大连湾陆续出港，20日护送着第一批运输部队抵达预定的登陆场。1月底至2月初，日军逐步攻陷了威海卫的外围炮台，北洋舰队残存舰艇只能困守于威海卫泊地内。2月7日，伊东祐亨判断两次鱼雷艇袭击后，定远、来远、威远等主要舰艇坐沉，北洋舰队已经军心涣散，于是下令联合舰队总攻。第一游击队4舰跟随在本队后，同编为右军，单纵阵10节航速向威海湾东口前进，主要攻击刘公岛炮台；第二、第三、第四游击队共15艘为左军，目标为日岛炮台。0812，刘公岛炮台一发炮弹命中浪速，从右舷第六号煤舱射入，但因为是实心弹，没有爆炸，而是从左舷穿出，没有造成人员伤亡。2月8日21：00，第一游击队到威海湾东口警戒；23：00，4舰派出的舢板到达日岛至南帮间海域，开始破坏港口防材，为日军舰队开路。一直苦苦支撑的威海卫清军在人员伤亡惨重、弹药告罄、援军又迟迟不至的情况下，被迫向日军投降。
随着威海卫的陷落，清朝北洋舰队已经全军覆没。日本开始着手进攻臺灣。同年3月10日，日本为攻打台湾而组建的南方派遣舰队开始在佐世保集合，秋津洲也参加了是次行动。15日舰队开拨。3月23日06:00，第一游击队到达大山嶼東南的裡正角，09:30浪速首先拱北炮台展开炮击，秋津洲、高千穗随后加入炮击，而守军则以三门炮还击。11:30，本队在距离裡正角西南约2海里处停泊；秋津洲进入裡正角湾向岸上攻击，浪速、高千穗则与本队会合。守军炮台见状开始炮击登陆场，12:30本队联合秋津洲从东面向炮台射击，而浪速、高千穗两舰则从南边炮击，掩护登陆。守军不敌，14：30停止射击。24日06:00，联合陆战队从拱北炮台东南约3000米处开始登陆；06：10拱北炮台开始向登陆日军开炮，浪速、高千穗、严岛三舰于是轰击炮台。06:30，前一天即已登陆的后备步兵第12联队第2大队、以及第1联队第7、8中队攻占拱北炮台。拱北炮台易手后，日舰驶向候角东北海面，07:10高千穗抵达候角外海，攻击圆顶半岛的守军，炮击持续了大约30分钟。夺取马公市后，桥立、浪速、严岛各舰返回裡正角泊地，秋津洲、高千穗两舰仍留在候角湾警戒圆顶半岛的守军。
同年4月29日13：30伊东收到征清大总督彰仁亲王的命令，为了对应三國干涉還遼，南方派遣舰队除了鱼雷艇队以及母舰外，其他舰艇全部尽速返回佐世保。伊东接报后立即返回胜知湾，30日下午起航，5月5日率舰返抵佐世保。
同年9月17日，台湾总督府决定在雨季后对台湾南部发动新一轮攻势，决心进攻嘉义、凤山、打狗、台南一线，为此目的而开始编组南进军。常备舰队为了配合陆军的进军，将舰队划分为两队：本队包括吉野、秋津洲、八重山、大和、西京丸等；分遣舰队包括浪速、济远、海门等舰。常备舰队司令长官有地海军中将率领本队向枋寮进发，掩护第二师团（除混成第四旅团）登陆；而分遣舰队由东乡少将指挥，前往布袋口，掩护混成第四旅团的登陆行动，待陆军上陆结束后再至枋寮与本队会合。10月15日06:00，日舰主力开始接近打狗。一开始日舰看见炮台竖起了白旗，于是放了若干发空炮。守军突然撤去白旗开始炮击，日舰随即反击。守军炮击停止了一段时间，08:30再度展开攻击，约1个小时后大坪炮台起火，各炮台撤去旌旗停止射击。日舰遂停止射击。陆战队13:20从旗後南方海滩登陆，16:20占领炮台，缴获大量武器弹药及俘获三艘武装中式帆船。

### 间战时期

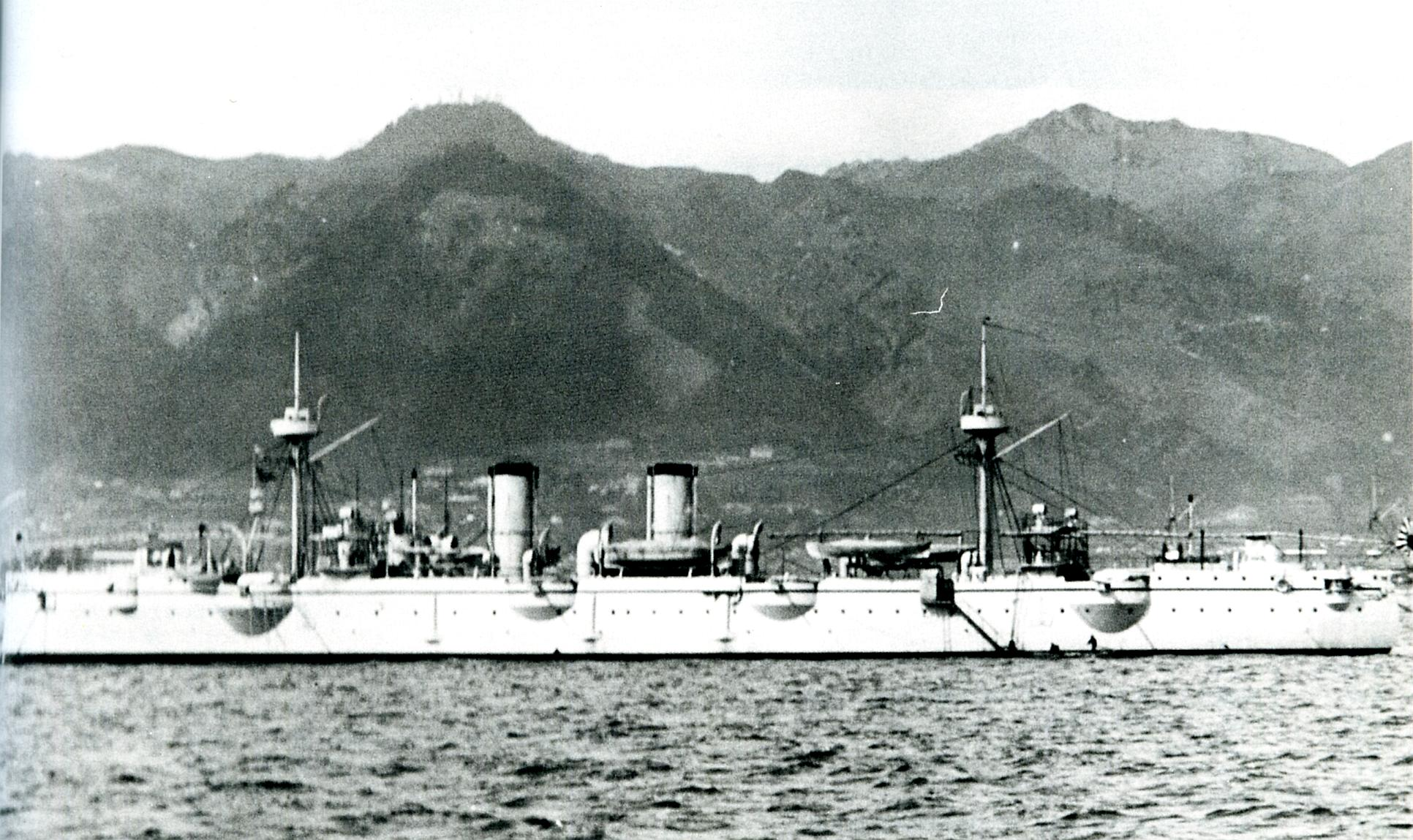
秋津洲号，摄于1897年

1898年（明治31年）3月21日，日本海军制定军舰及鱼雷艇等级，将3500吨以下的巡洋舰划分为三等巡洋舰。该分类共包括秋津洲等5艘军舰。同年美西战争期间，秋津洲受日本政府派遣前往马尼拉保护当地日本侨民。
1900年10-12月期间，为了应对中国的义和团运动，秋津洲奉命在大沽、烟台一带进行活动。

### 日俄战争
1903-1904年间，日本和俄国之间为了争夺在朝鲜的权益而展开了激烈的竞争。12月下旬将常备舰队解散，重新编成为第一、二、三舰队，其中第一、第二舰队编组为联合舰队，片冈七郎海军中将的第三舰队则停泊于吴军港以及竹敷要港待命。此时性能比较落后的秋津洲编列入第三舰队第六战队（和泉、秋津洲、須磨、千代田），战队司令为东乡正路海军少将。2月8-9日夜间日本对驻泊在旅顺港（俄方称亚瑟港）的太平洋舰队旅顺分舰队突然发动鱼雷袭击，日俄战争爆发。同年3月4日，第三舰队编入联合舰队。
同年6月23日05:40，日军负责监视港口的驱逐舰发现侦察防护巡洋舰诺维克号及一批舰艇从黄金山下出港。收到警报的日本舰艇立即从裏长山群岛泊地出航。其中10:30第六战队（明石、须磨、秋津洲、和泉）出发前往遇岩拦截。这次实际上是太平洋舰队旅顺分舰队的一次突围尝试，诺维克号、巴扬号、佩列斯韦特号、波尔塔瓦号、塞瓦斯托波尔号、帕拉达号、阿斯科利德号、狄安娜号等8艘主要舰艇率先抵达馒头山东南岸。11:00左右皇太子号、胜利号、列特维赞号也已经出港。面对倾巢出动的俄舰，日舰主力尚未抵达，此时在遇岩仅有少量舰艇。17:40第六战队各舰抵达遇岩，与提前一步到达遇岩的千代田会合，然后向着第一战队的方向退去，希望能将俄舰引诱过去。18:15日军主力赶到，20:00无心恋战的俄舰开始调头往北撤退。20:20联合舰队司令长官东乡平八郎海军中将下令让驱逐舰发动突击，其他各队撤往警戒地点。
同年7月25日，旅顺港内俄舰再次大举出动，巴扬号、狄安娜号、帕拉达号、诺维克号、阿斯科利德号，以及炮舰、驱逐舰、扫雷艇若干，出港向东前往鲜生角附近炮击日军陆军阵地。日军第五、第六战队立即驰援。18:32同队的千代田在小平岛西南偏南方向触雷负伤，秋津洲遂护卫其返回泊地。
随着日军在陆地上的推进，日军的陆军重炮已经可以对港内俄舰造成严重的威胁。俄舰被迫再次尝试突围。8月10日早上第六战队（明石、须磨、秋津洲）正在遇岩方向巡逻，收到俄舰出港的警报便于11:25向遇岩西面前进，与主力会合后，在第一战队东面展开。交战中俄军旗舰皇太子号司令塔受到日军大口径炮弹命中，司令威廉·维特捷夫特战死，俄舰陷入了混乱。第六战队保持在第一战队东南偏南方向，阻断俄舰的方向。乱战中阿斯科利德号突然脱离俄军队列高速脱离。战队司令东乡正路率领可用的3舰（明石、和泉、秋津洲）试图追击。当晚23:00第六战队开始往东南偏东的方向追踪，次日黎明发现阿斯科利德号在左前方位置。此时秋津洲引擎故障被迫脱队，只剩下明石、和泉两舰追击。不过最终日舰无功而返，阿斯科利德号凭借高速逃脱抵达上海。

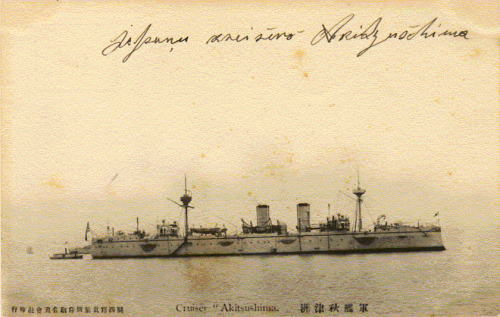
1905年的明信片上的秋津洲号

1905年5月27日，俄国第二太平洋舰队司令齐诺维·罗杰斯特文斯基海军中将率领舰队北上时，遭遇联合舰队主力拦截。此役秋津洲依然配属于第六战队。当天早上，第六战队各舰都在各处进行警戒，接到俄国舰队出现的警报后，分散在各处的战队各舰在神埼陆续集合，跟随在第五战队后方。11:45前后不远处的第三战队与俄国舰队发生接触，并遭到俄舰猛烈的迎击，防护薄弱的第六战队为安全起见短暂向北退避。12:10第六战队前出至俄舰前方对俄舰保持接触。13:30日本主力舰从东方出现，第六战队退回至第五战队尾部。14:25第六战队奉命向南袭击俄国舰队的运输船。15:45第六战队遇到了正在和俄军轻型舰艇交战的第四战队，于是跟随在后方。16:20遇到一艘双桅双烟囱、受创失去航行能力的俄国辅助舰艇，第六战队遂对其展开炮击，16:35将其击沉。大约同一时间俄国第一战列舰战队及第一巡洋舰战队突然从第六战队左舷的雾气中出现向西航行，并展开炮击。第六战队苦战大约30分钟后，17:25到达俄国战列线尾部，调头向西南试图跟随在俄舰后方。17:40发现已经瘫痪的辅助巡洋舰乌拉尔号，17:51将其击沉。在附近还有着同样受重创的修理船勘察加号和战列舰苏沃洛夫公爵号。17:57第六战队在4000-6000米距离上对勘察加号进行射击，确认其已经无法挽回后，转为与第四、第五战队一同对苏沃洛夫公爵号射击。18:00东乡平八郎下令鱼雷艇队出动，第六战队遂脱离战斗前往会合点。当天的战斗秋津洲舰上两人负伤。次日（28日），第六战队参加了对俄舰残存主力最后的围攻。
6月14日，日本方面重新调整编制，第六战队（须磨、千代田、和泉、秋津洲）划入片冈七郎海军少将指挥的第三舰队。为了入侵库页岛（俄方称萨哈林岛、日方称桦太），日军以第三、第四舰队编成为北遣舰队。7月4日09:00，片冈率领北遣舰队主力从大凑出港，护送桦太作战军独立第13师团第一次上陆部队的运输船队前往库页岛。7日日舰抵达登陆场，第六战队负责引导运输船队，并放下小艇协助登陆。此后第六战队在库页岛以及远东州地区进行了一系列的侦察、护卫、火力支援任务。

### 后期
1909年，时任朝鮮統監伊藤博文在哈尔滨火车站遭到朝鲜民族主义者安重根刺杀身亡。同年秋津洲奉命接运伊藤的遗体回国。
1912年（大正元年）8月28日，日本海军修改了舰艇分类，将秋津洲划入二等海防舰（7000吨以下）。
1914年，日本以英日同盟为理由，加入协约国参加第一次世界大战。日本方面决定由加藤定吉海军中将指挥佐世保第二舰队，负责在青島戰役期间封锁胶州湾。此时已经成为海防舰的秋津洲也参加了行动。同年8月16日，日本海军将秋津洲编入第二舰队第6战队（战队司令上村翁辅海军少将，辖千岁、秋津洲、千代田），参加了夺取青岛的行动。同年12月，
1921年（大正10年）4月30日，日本海军将秋津洲从军舰中除籍，同时从舰艇类别等级表中删除。退役后的秋津洲继续作为杂役船使用。
1926年（大正15年）3月31日，秋津洲的舰艇类别正式更改为特务艇（辅助舰艇），作为潜艇母舰（潜艇补给船）使用。
1927年（昭和2年）1月10日，日本海军将秋津洲从潜艇母舰中除籍。同年7月29日将其出售，在横须贺进行解体。

## 历任舰长
下表系根据《日本海軍史》第9、10卷《将官履歴》，以及《官報》进行整理。
- （暂代）上村彦之丞 海军少佐：1894年6月8日 - 12月7日
- 上村彦之丞 海军大佐：1894年12月7日 - 1895年7月25日
- 植村永孚 海军大佐：1895年7月25日 - 1896年4月1日
- 高木英次郎 海军大佐：1896年4月1日 - 1896年6月5日
- 瓜生外吉 海军大佐：1897年1月27日 - 6月1日
- 向山慎吉 海军大佐：1897年6月1日 - 6月26日
- 井上良智 海军大佐：1897年6月26日 - 12月27日
- 齋藤實 海军大佐：1897年12月27日 - 1898年10月1日
- 梨羽時起 海军大佐：1898年10月1日 - 1899年5月24日
- （暂代）玉利親賢 海军中佐：1899年5月24日 - 9月29日
- 玉利親賢 海军大佐：1899年9月29日 - 10月7日
- 藤井較一 海军大佐：1899年10月7日 - 1900年5月20日
- （暂代）荒木亮一 海军中佐：1900年5月20日 - 8月23日
- 岩崎達人 海军大佐：1900年8月23日 - 1901年1月23日
- 上原伸次郎 海军大佐：1901年1月23日 - 1901年4月1日
- 加藤定吉 海军大佐：1903年4月12日 - 10月12日
- 山屋他人 海军中佐：1903年10月12日 - 1905年1月7日
- 广濑胜比古 海军中佐：1905年1月7日 - 6月14日
- 西山保吉 海军中佐：1905年6月14日 - 8月5日
- 牛田从三郎 海军大佐：1905年8月5日 - 12月12日
- 土屋光金 海军大佐：1906年5月10日 - 12月24日
- 吉見乾海 海军大佐：1906年12月24日 - 1907年2月4日
- 真野巌次郎 海军大佐：1907年2月4日 - 1908年3月25日
- 山本竹三郎 海军大佐：1908年3月25日 - 5月15日
- 河野左金太 海军中佐：1908年5月16日 - 8月28日
- 秋山真之 海军大佐：1908年8月28日 - 12月10日
- 中野直枝 海军大佐：1908年12月10日 - 1909年3月4日
- 志津田定一郎 海军中佐：1909年3月4日 - 11月1日
- 山中柴吉 海军大佐：1909年3月10日 - 12月1日
- 安保清种 海军中佐：1910年12月1日 - 1911年1月16日
- 片冈荣太郎 海军大佐：1911年1月16日 - 6月28日
- 布目满造 海军大佐：1911年6月28日 - 12月1日
- 西尾雄治郎 海军大佐：1912年4月1日 - 12月1日
- 青山芳得 海军大佐：1912年12月1日 - 1913年12月1日
- 有馬純位 海军中佐：1913年12月1日 - 不詳
- 加藤壮太郎 海军大佐：不詳 - 1916年1月26日
- 宮治民三郎 海军中佐：1916年1月26日 - 12月1日
- 井手元治 海军中佐：1916年12月1日 - 1917年12月1日
- 迎邦一 海军中佐：1917年12月1日[81] - 1918年7月23日[82]
- 鳥崎保三 海军中佐：1918年7月23日 - 1919年11月20日
- 森本兔久身 海军中佐：1919年11月20日[83] - 1920年11月15日[84]
- 七田今朝一 海军中佐：1920年11月15日 - 1921年4月6日